# Пропорциональная камера

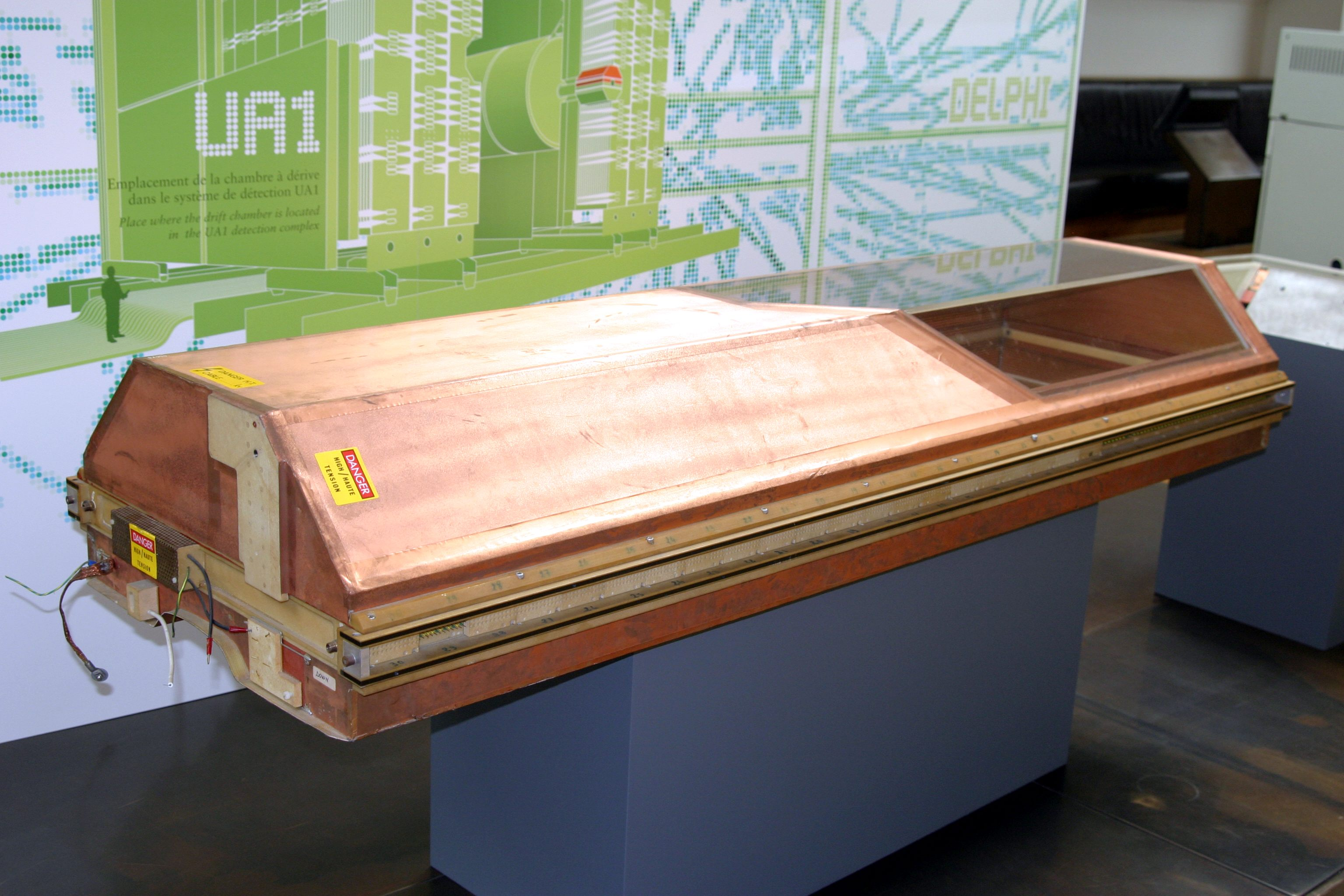
Дрейфовая камера в Музее искусств и ремесел в Париже

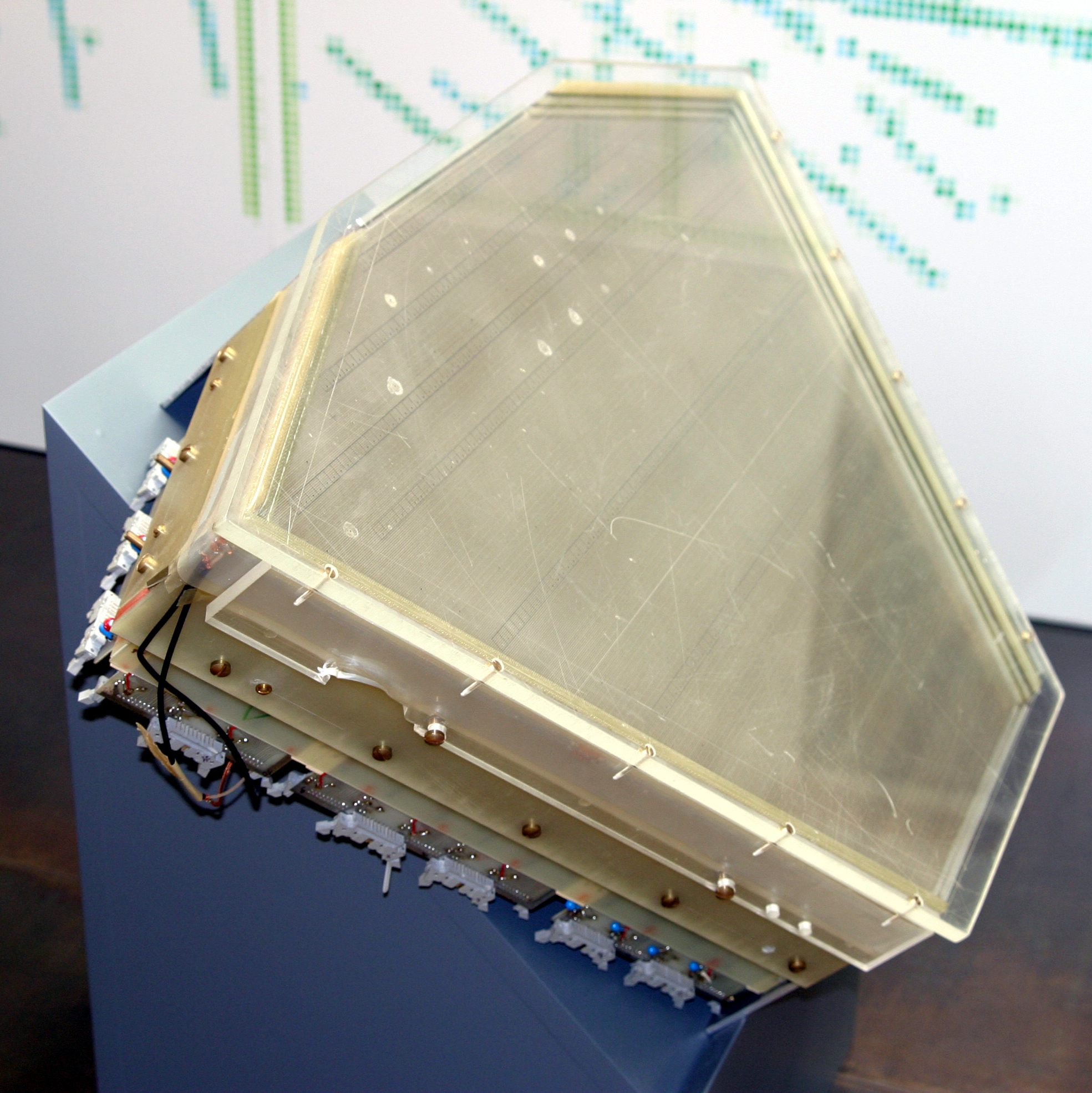
Элемент дрейфовой камеры

Эквипотенциальные линии и линии напряжённости поля в МПК

Многопроволочная пропорциональная камера (или просто проволочная камера) — детектор ионизирующего излучения (или детектор элементарных частиц), технология таких камер есть развитие концепции счетчика Гейгера и пропорционального счётчика. В отличие от пропорционального счётчика, в котором используется один анод для снятия сигнала, в многопроволочной пропорциональной камере в едином газовом объеме находятся сразу большое количество анодов, что позволяет получать не только информацию о величине ионизации, но и координату прошедшей частицы.

## Пропорциональный счётчик
Пропорциональный счётчик — газовый детектор ионизирующего излучения, в основе принципа работы которого лежит процесс лавинного усиления заряда в цилиндрическом электрическом поле. Режим пропорционального усиления в таком счётчике позволяет, в отличие от гейгеровского режима, помимо самого факта прохождения частицы, измерить величину ионизации, оставленной заряженной частицей.